# Sarcoglottis pseudovillosa
Sarcoglottis pseudovillosa är en orkidéart som beskrevs av Mytnik, Rutk. och Dariusz Lucjan Szlachetko. Sarcoglottis pseudovillosa ingår i släktet Sarcoglottis och familjen orkidéer.
Artens utbredningsområde är Paraguay. Inga underarter finns listade i Catalogue of Life.